# Campionati europei under 21 di tennis tavolo 2021
I Campionati europei under 21 di tennis tavolo 2021 sono stati la 5ª edizione della competizione giovanile europea di tennis tavolo. Si sono svolti dal 10 al 14 novembre 2021 al Centre Sportif de Warfaaz di Spa, in Belgio.

## Podi
| Competizioni        | Oro                               | Argento                    | Bronzo                              |
| ------------------- | --------------------------------- | -------------------------- | ----------------------------------- |
| Singolare maschile  | Ioannis Sgouropoulos              | Maksim Grebnev             | Lev Katsman                         |
| Singolare maschile  | Ioannis Sgouropoulos              | Maksim Grebnev             | Irvin Bertrand                      |
| Singolare femminile | Annett Kaufmann                   | Mariia Tailakova           | Franziska Schreiner                 |
| Singolare femminile | Annett Kaufmann                   | Mariia Tailakova           | Andreea Dragoman                    |
| Doppio maschile     | Adrien Rassenfosse Olav Kosolosky | Csaba András Ivor Ban      | Maciej Kolodziejczyk Vladislav Ursu |
| Doppio maschile     | Adrien Rassenfosse Olav Kosolosky | Csaba András Ivor Ban      | Lev Katsman Maksim Grebnev          |
| Doppio femminile    | Özge Yılmaz Ece Haraç             | Sabina Surjan Tijana Jokic | Mariia Tailakova Elizabet Abraamian |
| Doppio femminile    | Özge Yılmaz Ece Haraç             | Sabina Surjan Tijana Jokic | Tatiana Kukulkova Ema Labosova      |
| Doppio misto        | Rareş Şipoş Andreea Dragoman      | Bastien Rembert Isa Cok    | Vladimir Sidorenko Mariia Tailakova |
| Doppio misto        | Rareş Şipoş Andreea Dragoman      | Bastien Rembert Isa Cok    | Irvin Bertrand Leili Mostafavi      |

## Medagliere
| Posiz. | Nazione    | Oro | Argento | Bronzo | Totale |
| ------ | ---------- | --- | ------- | ------ | ------ |
| 1      | Germania   | 1   | 0       | 1      | 2      |
| 1      | Romania    | 1   | 0       | 1      | 2      |
| 3      | Turchia    | 1   | 0       | 0      | 1      |
| 3      | Grecia     | 1   | 0       | 0      | 1      |
| 3      | Belgio     | 1   | 0       | 0      | 1      |
| 6      | Russia     | 0   | 2       | 4      | 6      |
| 7      | Francia    | 0   | 1       | 2      | 3      |
| 8      | Serbia     | 0   | 1       | 0      | 1      |
| 9      | Croazia    | 0   | 0.5     | 0      | 0.5    |
| 9      | Ungheria   | 0   | 0.5     | 0      | 0.5    |
| 10     | Slovacchia | 0   | 0       | 1      | 1      |
| 11     | Austria    | 0   | 0       | 0.5    | 0.5    |
| 11     | Moldavia   | 0   | 0       | 0.5    | 0.5    |
| Totale | Totale     | 5   | 5       | 10     | 20     |